# Parlatoria (djur)
Parlatoria är ett släkte av insekter. Parlatoria ingår i familjen pansarsköldlöss.

## Bildgalleri

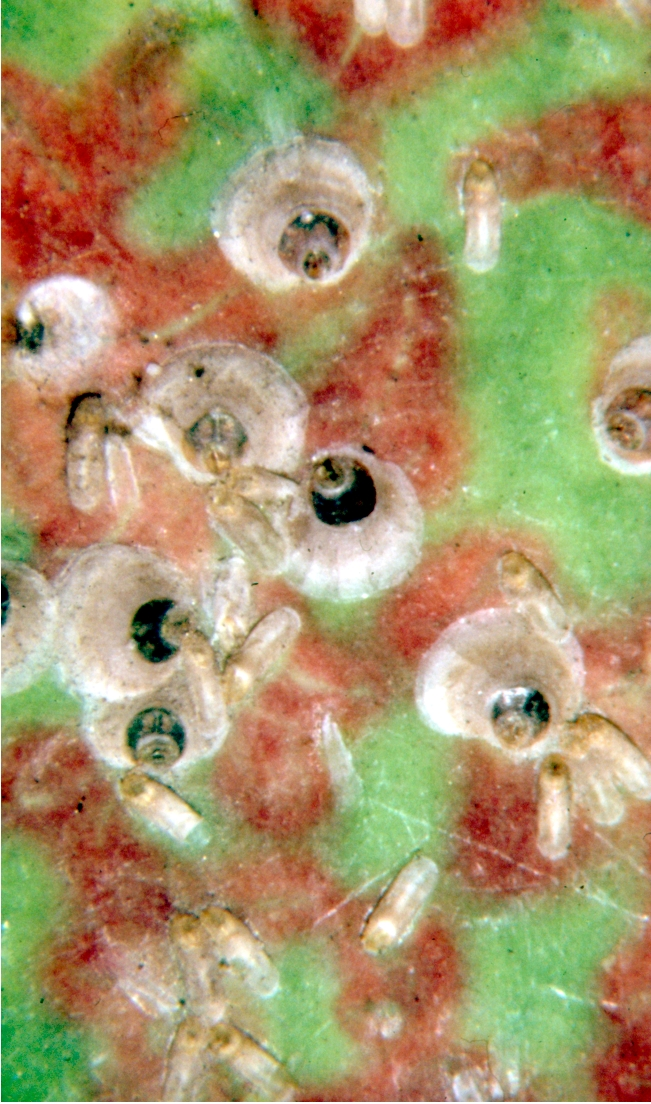
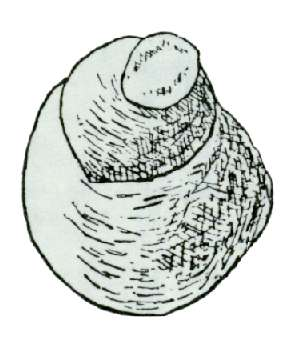
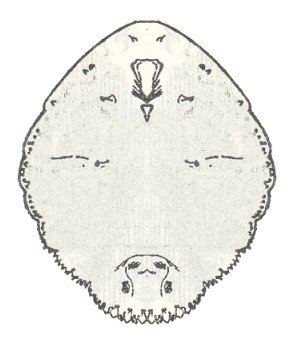

## Dottertaxa tillParlatoria, i alfabetisk ordning[1]
- Parlatoria abieticola
- Parlatoria acalcarata
- Parlatoria alba
- Parlatoria aonidiformis
- Parlatoria araucariae
- Parlatoria arengae
- Parlatoria artocarpi
- Parlatoria asiatica
- Parlatoria atalantiae
- Parlatoria bambusae
- Parlatoria banksiae
- Parlatoria blanchardi
- Parlatoria boycei
- Parlatoria camelliae
- Parlatoria cinerea
- Parlatoria cingala
- Parlatoria cinnamomi
- Parlatoria cinnamomicola
- Parlatoria citri
- Parlatoria crotonis
- Parlatoria crypta
- Parlatoria cupressi
- Parlatoria desolator
- Parlatoria destructor
- Parlatoria emeiensis
- Parlatoria ephedrae
- Parlatoria flava
- Parlatoria fluggeae
- Parlatoria fulleri
- Parlatoria ghanii
- Parlatoria hastata
- Parlatoria hydnocarpus
- Parlatoria keteleericola
- Parlatoria liriopicola
- Parlatoria lithocarpi
- Parlatoria machili
- Parlatoria machilicola
- Parlatoria marginalis
- Parlatoria mesuae
- Parlatoria multipora
- Parlatoria mytilaspiformis
- Parlatoria namunakuli
- Parlatoria octolobata
- Parlatoria oleae
- Parlatoria orientalis
- Parlatoria parlatoreoides
- Parlatoria parlatoriae
- Parlatoria pergandii
- Parlatoria phyllanthi
- Parlatoria piceae
- Parlatoria pini
- Parlatoria pinicola
- Parlatoria piniphila
- Parlatoria pittospori
- Parlatoria proteus
- Parlatoria pseudaspidiotus
- Parlatoria rutherfordi
- Parlatoria serrula
- Parlatoria sexlobata
- Parlatoria stigmadisculosa
- Parlatoria theae
- Parlatoria tsugicola
- Parlatoria vandae
- Parlatoria vateriae
- Parlatoria yanyuanensis
- Parlatoria yunnanensis
- Parlatoria zeylanica
- Parlatoria ziziphi